# Саймон Браун
Саймон Браун (нар. 1956, Сідней, Новий Південний Уельс) — австралійський письменник наукової фантастики.
Навчався на журналіста та працював в ряді відділів уряду Австралії, включаючи Австралійську виборчу комісію та  департамент залізничних шляхів NSW .  Браун писав короткі фантастичні розповіді довгий час та розмістив їх у збірці Cannibals in the Fine Light (1998). Друга збірка, Троя, опублікована в 2006.  Саймон Браун є членом Австралійських скептиків та редактором Скептик - Довідник псевдонауки та паранормальщини в 1989.  Браун є редактором журналу Argos, що випускають Скептики Канберри.

## Нагороди
- 1999 Aurealis Award(разом з Шоном Вільямсом) за коротке хорор оповідання "Atrax" [5]
- 2003 Aurealis Award за коротке хорор оповідання "Love is a Stone", 2003[5]
- 2009  Aurealis Award за оповідання "Імперія" (The Empire) [5]

## Сім'я
Одружений, має двох дітей

## Публікації

### Новели
- Приватник (Privateer), HarperCollins Австралія 1996
- Winter, HarperCollins Австралія 1997
- Спадкування: книга 1 ключі влади (Inheritance: Book 1 of the Keys of Power), HarperCollins Австралія, 2000
- Вогонь і меч: книга 2 ключі влади (Fire and Sword: Book 2 of the Keys of Power), HarperCollins Австралія, 2001
- Суверен: книга 3 ключі влади (Sovereign: Book 3 of the Keys of Power), HarperCollins Австралія, 2002
- Дочка імперії: Книга 1 "Хроніки Кідану"(Empire's Daughter: Book 1 of the Chronicles of Kydan), Pan MacMillan Австралія, 2004
- Син суперника: Книга 2 "Хроніки Кідану" (Rival's Son: Book 2 of the Chronicles of Kydan), Pan MacMillan Австралія, 2004
- Розділений по морю: Книга 3 "Хроніки Кідану" (By Sea Divided: Book 3 of the Chronicles of Kydan), Pan MacMillan Австралія, 2005

### Збірки
- Cannibals of the Fine Light, Ticonderoga Publications, Березень 1998
- Troy, Ticonderoga Publications, 2006

### Вибрані короткі оповідання
- "З хмарами на наших ногах" (With Clouds at Our Feet) (1998) in Dreaming Down-Under (ред. Джек Данн, Жанін Вебб)
- " Діти води " (Water Babies) (2004) in Agog! Smashing Stories (ред. Катріона Спаркс)
- " Левіафан " (Leviathan) (2006) in Fantasy: The Very Best of 2005 (ред. Джонатан Страхан)

### Інші праці
- Скептик - Довідник псевдонауки та паранормальщини (Skeptical - A Handbook of pseudoscience and the paranormal), Ред. Дональд Лайкок, Девід Вернон, Колін Гроувс, Саймон Браун, Imagecraft, Canberra, 1989.